# بوطالينة
البوطالينة (الاسم العلمي: Potaliinae) هي عمارة من النباتات تتبع فصيلة الجنطيانية من رتبة الجنطيانيات.

## أجناس البوطالينة
- البوطاليا
- Anthocleista
- Fagraea